# Símbol de Legendre
El símbol de Legendre és una notació utilitzada en matemàtiques, en teoria de nombres, en particular en l'àmbit de la Factorització i dels residus quadràtics. S'anomena així en honor del matemàtic Adrien-Marie Legendre.

## Definició
El símbol de Legendre és un cas particular del símbol de Jacobi. La seva definició és la següent:
Si p és un nombre primer i a un nombre enter, llavors el símbol de Legendre {\displaystyle \left({\frac {a}{p}}\right)} val:
- 0 si p divideix a
- 1 si a és un residu quadràtic mòdul p (això significa que existeix un enter k tal que k² ≡ a (mod p))
- −1 si a no és pas un residu quadràtic mòdul p.

## Propietats del símbol de Legendre
Heus aquí algunes propietats del símbol de Legendre, útils per simplificar certs càlculs:

### Criteri d'Euler
El criteri d'Euler es pot presentar utilitzant el símbol de Legendre :
{\displaystyle \left({\frac {a}{p}}\right)\equiv a^{\left({\frac {p-1}{2}}\right)}\ \left({\bmod {p}}\right)}
En efecte, primer cal fixar-se en què p. és un enter senar, per tant (p - 1)/2 és un enter.
Si a és un múltiple de p, llavors n'és igualment de a a la potència (p - 1)/2 i els dos enters són congruents a 0 mòdul p. Si a no és un múltiple de p, llavors a i p són primers entre ells, ja que p és primer.
Es Considera l'aplicació del grup multiplicatiu Z/pZ* en si mateix, que a la classe de x li associa la classe de x². És un homomorfisme de grup d'imatge el conjunt dels residus quadràtica de Z/pZ i de nucli {-1, 1}. El teorema de Lagrange mostra que el conjunt dels residus quadràtics és un subgrup de Z/pZ d'ordre (p - 1)/2. En Z/pZ*, existeixen doncs exactament (p - 1)/2 residus quadràtics i el mateix nombre d'elements que no ho són.
Es considera llavors l'aplicació del grup multiplicatiu Z/pZ* en ell mateix, que a la classe de x li associa la classe de x a la potència (p - 1)/2. És també un morfisme de grup i el teorema de Lagrange demostra que el seu valor està en {-1, 1}, és a dir en les arrels del polinomi X² - 1. El seu nucli és doncs d'ordre (p - 1)/2.
Si a és un residu quadràtic, llavors, per definició, existeix un enter b tal que el seu quadrat és congruent amb a mòdul p. El teorema de Lagrange aplicat al grup multiplicatiu Z/pZ* mostra que bp -1 és congruent 1 mòdu p, el que implica que a a la potència (p - 1)/2 és congruent a 1 mòdul p. Se'n dedueix que el nucli del morfisme està compost dels residus quadràtics de Z/pZ*.
Recíprocament, si a no és un residu quadràtic, no és en el nucli de φ, en conseqüència la seva imatge per φ és igual a la classe de -1, el que completa la demostració.
El criteri d'Euler mostra que l'aplicació que a a li associa el símbol de Legendre per a les classes mòdul p. és un morfisme del grup Z en {-1, 1}, és doncs un caràcter de Dirichlet.

### Lemma de Gauss
Sia {\displaystyle p\in \mathbb {N} } primer. Lavors {\displaystyle \forall a,\exists {\tilde {a}},a\equiv {\tilde {a}}[p],-{\frac {p+1}{2}}<{\tilde {a}}\leq {\frac {p-1}{2}}}. L'enunciat del lemma és el següent: si {\displaystyle l} designa el nombre d'enters negatius en {\displaystyle \{{\tilde {a}},2{\tilde {a}},...{\frac {p-1}{2}}{\tilde {a}}\}} i {\displaystyle a\not \equiv 0[p]}, es té: {\displaystyle \left({\frac {a}{p}}\right)=(-1)^{l}}
Una altra formulació
Sia {\displaystyle p\in \mathbb {N} } primer i sia {\displaystyle (a,p)=1}. Es consideren els enters {\displaystyle a,2a,3a,...,{\frac {p-1}{2}}a} i els més mes petits dels seus residus positius mòdul {\displaystyle p}. Sia {\displaystyle n} el nombres d'aquests residus que són més grans que {\displaystyle {\frac {p}{2}}}. Llavors, {\displaystyle \left({\frac {a}{p}}\right)=(-1)^{n}}

### Corol·laris
1. {\displaystyle \left({\frac {ab}{p}}\right)=\left({\frac {a}{p}}\right)\left({\frac {b}{p}}\right)} (el símbol de Legendre és doncs una funció multiplicativa respecte al seu argument superior).

En efecte, {\displaystyle \left({\frac {ab}{p}}\right)=(ab)^{\frac {p-1}{2}}=(a)^{\frac {p-1}{2}}(b)^{\frac {p-1}{2}}=\left({\frac {a}{p}}\right).\left({\frac {b}{p}}\right)}
1. Si a ≡ b (mod p), llavors {\displaystyle \left({\frac {a}{p}}\right)=\left({\frac {b}{p}}\right)}
2. {\displaystyle \left({\frac {1}{p}}\right)=1} ja que 1 és el quadrat de si mateix
3. {\displaystyle \left({\frac {-1}{p}}\right)=(-1)^{\left({\frac {p-1}{2}}\right)}=\left\{{\begin{matrix}{1{\mbox{ si }}p\equiv 1[4]}\\{-1{\mbox{ si }}p\equiv 3[4]}\end{matrix}}\right.}. Això és una conseqüència directa del criteri d'Euler.
4. {\displaystyle \left({\frac {2}{p}}\right)=(-1)^{\left({\frac {p^{2}-1}{8}}\right)}} = 1 si p ≡ 1 o 7 (mod 8) i −1 si p ≡ 3 o 5 (mod 8)
5. {\displaystyle \left({\frac {a}{2}}\right)} = 1 si a és senar i 0 si no ho és
6. Si q és un nombre primer senar llavors {\displaystyle \left({\frac {q}{p}}\right)=\left({\frac {p}{q}}\right)(-1)^{\left({\frac {p-1}{2}}\right)\left({\frac {q-1}{2}}\right)}}

Aquesta última propietat es coneix amb el nom de llei de reciprocitat quadràtica.

## Generalització del símbol de Legendre
El símbol de Jacobi és una generalització del símbol de Legendre. Amb el símbol de Legendre {\displaystyle \left({\frac {a}{b}}\right)}, l'enter {\displaystyle b} és necessàriament primer; per contra, el símbol de Jacobi permet considerar el cas on {\displaystyle b} és un nombre compost ({\displaystyle \left({\frac {2}{6}}\right)} per exemple).

## Anàlisi harmònica sobreZ/pZ*
El caràcter multiplicatiu del símbol de Legendre mostra que és un caràcter del grup multiplicatiu Z/pZ*. Aquesta observació fa possible la utilització de les eines de l'anàlisi harmònica sobre un grup finit. Aquestes eines són la font de nombroses demostració en aritmètica. Es pot citar per exemple el càlcul dels sumatoris o dels períodes de Gauss la qual cosa permet una demostració de la llei de reciprocitat quadràtica.